# Allstate Arena
El Allstate Arena (anteriormente llamado Rosemont Horizon) es un estadio deportivo en Rosemont, Illinois, sede de los Chicago Wolves (hockey sobre hielo), del equipo de baloncesto de la Universidad DePaul, los DePaul Blue Demons y el Chicago Rush de la Arena Football League. Está situado cerca de la intersección de Mannheim Road y la Interestatal 90, adyacente al Aeropuerto Internacional O'Hare.

## Historia
Allstate Arena todavía tiene el récord de más consecutivas agotadas de la World Wrestling Federation (WWF) en los 16 eventos que abarcan desde 1992-2005. El escenario es una piedra angular del medio oeste de World Wrestling Entertainment. Se ha acogido a tres WrestleManias (2, 13 y 22), así como varios otros de pago por visión, incluyendo Survivor Series y Judgment Day en 1998, Backlash de 2001, No Mercy en 2007, albergó el Día del Juicio 2009, Night of Champions 2010, WWE Money in The Bank 2011, WWE Extreme Rules en dos oportunidades (2012 y 2015) y WWE Payback en los años 2013, 2014 y 2016. Asimismo, acogió la primera WCW Spring Stampede (Estanpida en la Primavera) en 1994. También es donde Chris Jericho debutó en la WWE el 8 de agosto de 1999. Ese mismo año también fue anfitrión de la Conferencia Gran Centro-Oeste del torneo de baloncesto masculino. El edificio fue sede de la NCAA de baloncesto torneo en tres ocasiones: 1987 y 1993 el Midwest Regional de primera y segunda ronda de juegos, y la final regional de Chicago 2005.
El 14 de diciembre de 2003, uso de la palabra en el Allstate Arena fue nombrado Ray Meyer Tribunal y Marge en honor de Meyer, por mucho tiempo entrenador de la DePaul Azul y Demonios inductee del Baloncesto Naismith Salón de la Fama.
El 25 de octubre de 2008, el Allstate Arena acogió UFC 90, el primer evento de Ultimate Fighting Championship en el estado de Illinois.

## Conciertos
- Genesis - Invisible touch Tour - 05, 96, 07, 08, 09 y 10 de octubre de 1986
- Genesis - Mama Tour - 11, 12, 13 de noviembre de 1983
- Genesis - Abacab Tour - 13, 14 de noviembre de 1981
- Genesis - Duke Tour - 6 de junio de 1980
- Mariah Carey - Music Box Tour- 17 de noviembre de 1993
- Queen - The Game Tour - 19 de septiembre de 1980
- Iron Maiden - Somewhere on Tour - 11 de marzo de 1987
- Iron Maiden - Seventh Tour of a Seventh Tour - 23 de junio de 1988
- Michael Jackson 3 conciertos récords realizados en 1988 durante su Bad World Tour con una venta a cabo de una multitud de 20.000 personas por noche
- Paul McCartney's World Tour Dec 4, diciembre 5 y 6 de diciembre de 1989
- Madonna's Blond Ambition World Tour 23 y 24 de mayo de 1990
- Iron Maiden - No Prayer on the Road - 4 de marzo de 1991
- Paula Abdul - Under My Spell Tour - 1, 2 y 3 de noviembre de 1991
- Guns and Roses - Use Your Illusion World Tour - 9 de abril de 1992
- Peter Gabriel - Secret World Tour - 10 de julio de 1993
- Phish's 1995 Halloween concierto; 3 de octubre de 1999; 22 y 23 de septiembre de 2000; 20 de febrero de 2003
- Styx septiembre de 1996 filmó su concierto aquí lo que sería posteriormente puesto en libertad como "Return to Paradise".
- Dave Matthews Band-4 y 5 de diciembre de 2000 & abril 26 y 27, 2002.
- Britney Spears - Crazy 2K Tour - 22 y 23 de marzo de 2000 y The Onyx Hotel Tour - 13 de abril de 2004
- Christina Aguilera & Justin Timberlake - Justified/Stripped Tour - 22 de julio de 2003
- Maná - Revolución de Amor Tour - 31 de octubre de 2002 y 9 y 10 de octubre de 2003
- Dave Matthews & Friends - 22 de diciembre de 2003
- Metallica, Godsmack - Madly In Anger With The World Tour 27 y 28 de agosto de 2004
- Green Day / Jimmy Eat World - 10 de agosto de 2005
- Queen + Paul Rodgers - Queen + Paul Rodgers Tour 23 de marzo de 2006
- Iron Maiden - A Matter of Life and Death Tour 2006 - 18 de octubre de 2006
- My Chemical Romance with Rise Against on the Black Parade Concert 1 de marzo de 2007
- Christina Aguilera - Back To Basics Tour - 21 de abril de 2007
- Maná - Amar es Combatir Tour - 22 y 23 de marzo y 4 de octubre de 2007
- Aerosmith - Final de su show público 2007 World Tour en 24 de septiembre de 2007
- RBD - Tour Celestial 2007 - 28 de septiembre de 2007
- Van Halen - Roth reunión tour. 16 de octubre de 2007
- Fall Out Boy's Young Wild Things Tour 20 de octubre de 2007
- Hannah Montana - Best of Both Worlds Tour - 8 de diciembre de 2007
- Foo Fighters 25 de febrero de 2008
- RBD - Empezar desde Cero Tour 2008 - 16 de marzo de 2008
- Avril Lavigne - The Best Damn Tour - 21 de marzo de 2008
- Juanes - La Vida World Tour - 2 de abril de 2008
- The Police - The Police Reunion Tour - 10 de mayo de 2008 desempeñado su último concierto en Chicago, cada vez con Elvis Costello and the Imposters
- The Cure - 4Tour - 17 de mayo de 2008
- Van Halen - Second to last show on their Roth reunión tour - 30 de mayo de 2008
- Iron Maiden - Somewhere Back in Time Tour 2008 - 11 de junio de 2008
- Janet Jackson - Rock Witchu Tour 2008 - 25 de septiembre de 2008
- Weezer/Angels & Airwaves - 2 de octubre de 2008
- New Kids on the Block - Reunion Tour 2008 - October 4 & 24 de octubre de 2008
- Tina Turner - Tina: Live in Concert Tour - 6 de octubre de 2008
- AC/DC - Black Ice World Tour - 30 de octubre de 2008, 1 de noviembre de 2008
- Oasis - Dig Out Your Soul Tour - 12 de diciembre de 2008
- Metallica, Machine Head, The Sword - World Magnetic Tour - 26 y 27 de enero de 2009
- Slipknot, Trivium, Coheed And Cambria - All Hope is Gone World Tour - 30 de enero de 2009
- Britney Spears - April 28-29, 2009
- Fall Out Boy/Cobra Starship/All Time Low/Metro Station/Hey Monday - Believers Never Die Part Deux Tour - 9 de mayo de 2009
- Jenni Rivera, La Gran Señora Tour 2010
- Shakira, Sale el Sol World Tour - 29 de octubre de 2010
- Maná - Drama y Luz Tour - 21 y 22 de julio de 2011
- Loreen - The Rapture Tour - 7 y 8 de octubre de 2012
- Gloria Trevi y Alejandra Guzmán - VERSUS Tour - 17 de junio de 2017
- Halsey - Hopeless Fountain Kingdom World Tour - 19 de noviembre de 2017
- En 2019 contó con la presencia de Gloria Trevi con su 8° gira titulada La Diosa de la Noche Tour
- Maluma - Papi Juancho Tour - 24 de octubre de 2021
- Kylie Minogue - Tension Tour - 2 de abril de 2025

- Datos: Q1336027
- Multimedia: Allstate Arena / Q1336027